# Peter Schantz

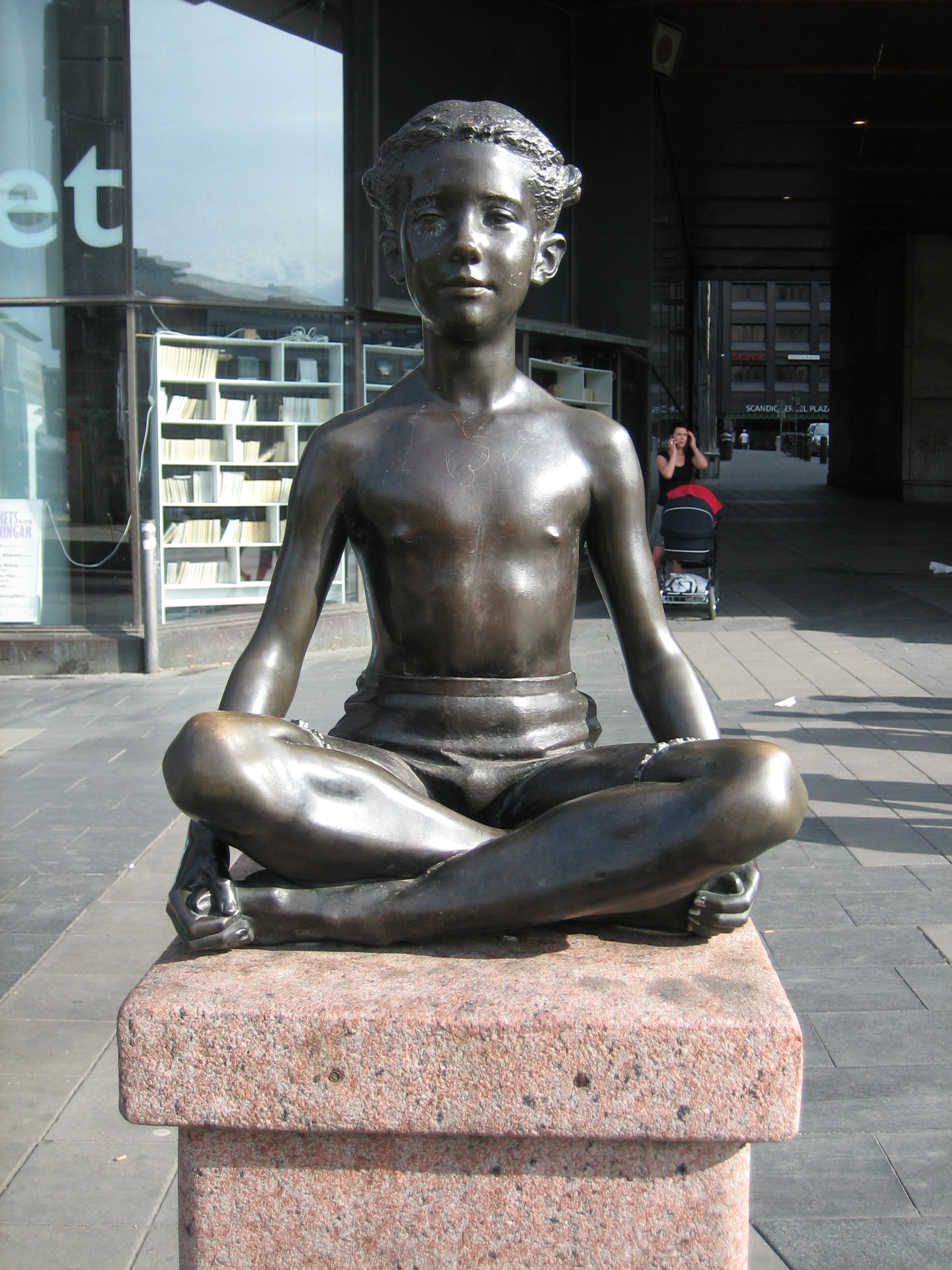
Skulpturen "Korssittande flicka", av Peter Linde, vid den plats på nuvarande Sergels torg i Stockholm där Kungl. Gymnastiska Centralinstitutet (numera Gymnastik- och idrottshögskolan, GIH) låg åren 1813-1944.

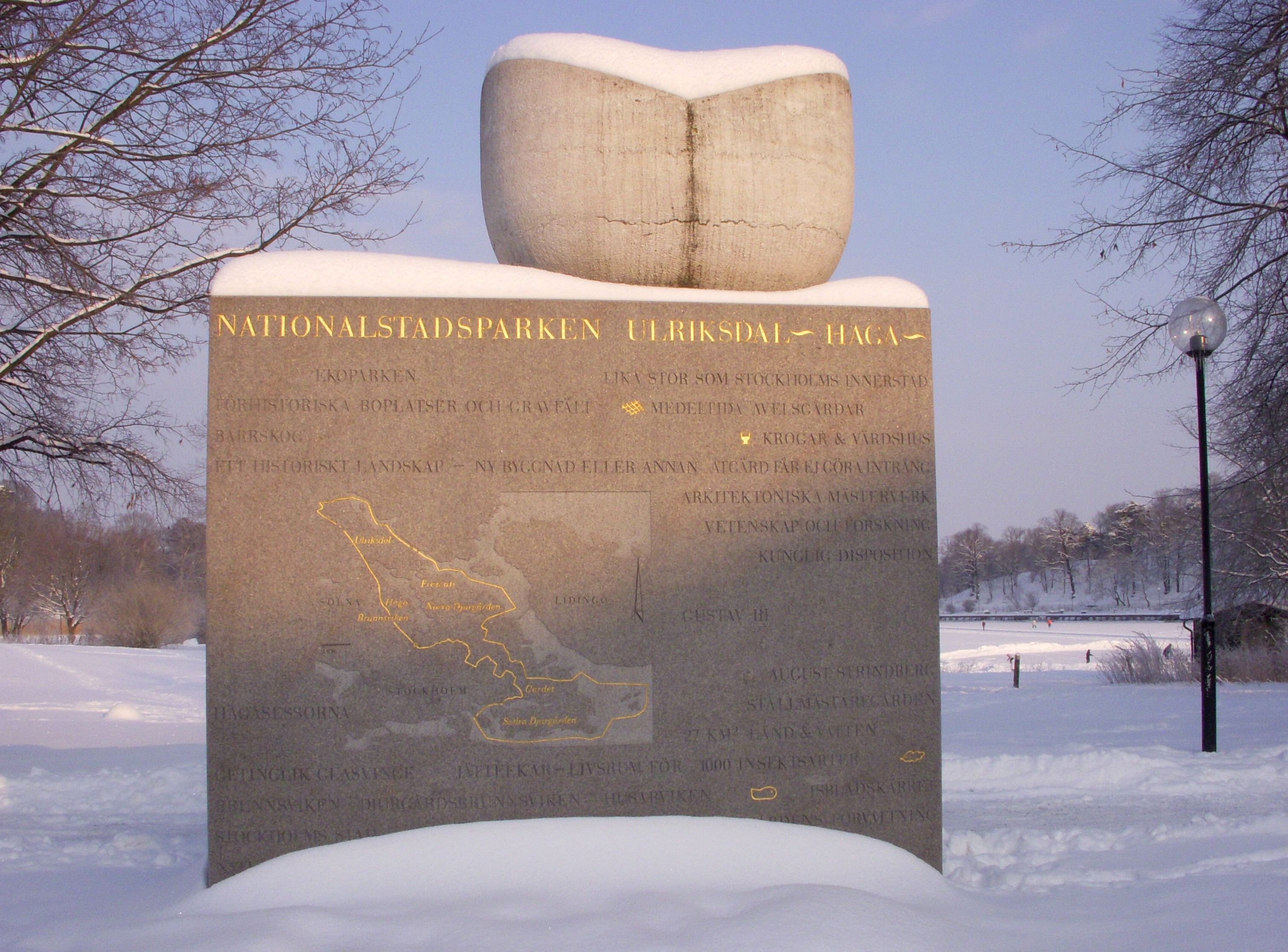
Nationalstadsparkens monument i Hagaparken i Stor-Stockholm

Peter Gösta Schantz, född den 28 april 1954 i Stockholm, är en svensk professor och forskare inom det rörelsevetenskapliga området.

## Biografi
Schantz avlade examen som gymnastikdirektör vid Gymnastik- och idrottshögskolan (GIH) i Stockholm 1977. Han disputerade 1986 i medicinsk vetenskap vid Karolinska Institutet på en avhandling Plasticity of human skeletal muscle som studerar anpassningen i muskulaturen med fysisk träning och nedträning. I syfte att belysa om snabba muskelfibertyper kan transformeras till långsamma studerades bland annat effekter av 1 500 km turåkning på skidor längs den svenska fjällkedjan i fjällmarschen TranTre 1978.
År 2008 blev Schantz utnämnd till professor med inriktningen fysisk aktivitet och hälsa vid Mittuniversitetet i Östersund. År 2013 blev han professor i humanbiologi, med särskild inriktning mot temaområdet rörelse, hälsa och miljö, vid  Gymnastik- och idrottshögskolan i Stockholm.
Under 1990-talet började han utveckla en flervetenskaplig forskningsinriktning om ”rörelse, hälsa och miljö”. Dess inriktning har belyst frågeställningar om fysisk aktivitet, folkhälsa och hållbarhet, gröna miljöer och naturmöte, samt aktiva transporter. I linje med der föreslogs att Per Henrik Lings dogm om att “människans rörelser skall baseras på människoorganismens lagar” bör få tillägget: “och utföras under betingelser som harmonierar med ekosystemen och en hållbar utveckling”.
Inom temaområdet rörelse, hälsa och miljö har frågor om värden och samhällsprocesser knutna till landskap för tätortsnära friluftsliv, naturmöte och hälsa belysts. Det speglas i böckerna Nationalstadsparken – ett experiment i hållbar utveckling (2002), The European City and Green Space (2006), Friluftshistoria (2008)  och Forests, Trees and Human Health(2011), och Why Large Cities Need Large Parks. Large Parks in Large Cities (2021). 
2003–2004 ledde Schantz utredningen Forskning och utbildning inom friluftsliv. Utredning och förslag (2004) som fokuserade på Sverige men även speglade läget i Norge och Danmark. Utredningen utmynnade bland annat i förslag om att etablera friluftsvetenskap som ett flervetenskapligt akademiskt ämne.  
Schantz har även bedrivit flervetenskapliga studier av arbetspendling genom gång och cykling. De beskrivs i två rapporter utgivna av Trafikverket: Om gång och cykling, hälsa och en hållbar utveckling (2015) samt De upplevda landskapen för cykling. Påverkan på hälsan (2018). Denna forskning har lett till folkhälsorekommendationen 6000 transportsteg fem dagar i veckan under hela året för att nå optimala hälsoeffekter. Med en målsättning att förstå hur miljövariabler påverkar vårt välbefinnande när vid går eller cyklar längs en färdväg har han utvecklat färdvägsmiljöskalan ACRES, och myntat begreppet "miljömässigt ovälbefinnande" som kontrast till "miljömässigt välbefinnande". Studierna av den yttre miljöns verkan har bland annat lett till bedömningen att rörelse i utomhusmiljöer kan sänka den skattade ansträngningen vid en given nivå av fysisk aktivitet jämfört med inomhus. I syfte att underlätta fysiologiska studier av gång och cykling har hjärtfrekvensmetoden för beräkning av syreupptagningen utvecklats.
Han ingick 2009–2013 i Statens folkhälsoinstituts vetenskapliga råd, och har även verkat som rådgivare åt WHO i dess utveckling av ett hälsoekonomiskt redskap (WHO HEAT for cycling and walking) för att värdera effekter cykling och gång.
Han har även publicerat kultur- och vetenskapshistoriska samt  populärvetenskapliga texter, debattartiklar och understreckare i Svenska Dagbladet samt essäsamlingen Om människan i rörelse och i vila (2014). Han har tagit flera initiativ inom det kulturella området, däribland till skulpturen "Korssittande flicka" av Peter Linde vid Sergels torg i Stockholm samt "Lingloppet - en bildande löptävling". Schantz var även en av initiativtagarna till bildandet av Sveriges första nationalstadspark i Stor-Stockholm.

### Familj
Peter Schantz är son till juristen Gunnar Schantz och förskolläraren Anna-Greta, född Olofsson.

## Utmärkelser
- 2016 – Mottagare av Samfundet S:t Eriks belöningsplakett och pris
- 2018 – Utsedd till Årets Cykelhjälte (Hövding)
- 2020 – Mottagare av Stiftelsen Norrskatans miljöpris
- 2024 – Mottagare av Stora Vetenskapliga Priset från Sveriges Centralförening för Idrottens Främjande (SCIF)